# کرایوسرجری
کرایوسرجری (Cryosurgery) یا جراحی با سرما، استفاده از سرمای شدید در جراحی برای از بین بردن بافت‌های غیر طبیعی بدن انسان است. بنابراین کرایوسرجری کاربرد کرایوابلیشن در جراحی است. به‌طور تاریخی از کرایوسرجری برای درمان شماری از بیماری‌ها به ویژه انواع بیماری‌های پوستی خوش خیم و بدخیم و سرطان‌ها استفاده شده است.

## مکانیسم ایجاد آسیب بافتی
چرخه انجماد با کرایوابلیشن با دو مکانیسم عمل می‌کند:
۱- تخریب فیزیکی بافت غیرطبیعی: کرایوسرجری با بهره گیری از نیروی مخرب دمای انجماد روی سلول ها عمل می کند. هنگامی که دمای سلول از سطح معینی پایین‌تر می‌رود، کریستال‌های یخ در داخل سلول‌ها شروع به تشکیل می‌کنند و به دلیل چگالی کمتر، در نهایت آن سلول‌ها از هم می‌پاشند.  هنگامی که رگ های خونی تامین کننده بافت سرطانی شروع به یخ زدن کنند، رشد توده بدخیم متوقف می شود.
۲- فعال کردن آبشارهای مرگ سلولی تنظیم‌شده توسط ژن‌ها.
می‌توان گفت این روش نتایج درمانی حداقل معادل گزینه‌های درمانی دیگر دارد. در واقع، پزشک غالباً این روش‌ها را با هدف درمان کامل بیماری به کار می‌برد، اما بسته به نوع سرطان، ممکن است هدف سرکوب سیر پیشرفت بیماری تا ماه‌ها یا سال‌ها باشد.

## کاربردها
- بیماری‌های خوش‌خیم پوستی: زگیل‌های جلدی و تناسلی، خال‌ها، زوائد اضافه پوستی، ضایعات ناشی از آفتاب.
- بیماری‌های بدخیم پوستی: کارسینوم سلول پایه‌ای و کارسینوم سلول سنگفرشی.
- بدخیمی‌های داخلی: سرطان کبد[۵]، سرطان پروستات، سرطان دهانه رحم[۶] و سرطان پستان[۷].